# Nyköpingsån
Nyköpingsån je rijeka južno od Stockholma u Švedskoj duga 157 km.

## Zemljopisne karakteristike
Nyköpingsån izvire iz jezera Tisaren, od tamo teče prema istoku preko brojnih jezera i grada Katrineholm do ušća u Baltičko more kod grada Nyköpinga.
Slijev rijeke je 3 632 km² velik, i proteže se preko županije Örebro i Södermanland.

## Vanjske poveznice
- Rijeka na karti Švedske[neaktivna poveznica]